# Araneus hamiltoni
Araneus hamiltoni är en spindelart som först beskrevs av William Joseph Rainbow 1893.  Araneus hamiltoni ingår i släktet Araneus och familjen hjulspindlar.
Artens utbredningsområde är New South Wales. Inga underarter finns listade i Catalogue of Life.